# Olympische Sommerspiele 2012/Teilnehmer (Zypern)
| Gelbes Symbol für Goldmedaillen mit stilisierten Olympischen Ringen | Graues Symbol für Silbermedaillen mit stilisierten Olympischen Ringen | Braundes Symbol für Bronzemedaillen mit stilisierten Olympischen Ringen |
| ------------------------------------------------------------------- | --------------------------------------------------------------------- | ----------------------------------------------------------------------- |
| —                                                                   | 1                                                                     | —                                                                       |

Zypern nahm in London an den Olympischen Spielen 2012 teil. Es war die insgesamt neunte Teilnahme an Olympischen Sommerspielen. Das Zyprische Olympische Komitee nominierte 13 Athleten in sieben Sportarten.
Fahnenträger bei der Eröffnungsfeier war der Tennisspieler Marcos Baghdatis.

## Teilnehmer nach Sportarten

### Leichtathletik
Laufen und Gehen
| Athleten       | Wettbewerb | Vorlauf | Vorlauf | Halbfinale | Halbfinale | Finale        | Finale        | Rang |
| Athleten       | Wettbewerb | Zeit    | Rang    | Zeit       | Rang       | Zeit          | Rang          | Rang |
| -------------- | ---------- | ------- | ------- | ---------- | ---------- | ------------- | ------------- | ---- |
| Frauen         |            |         |         |            |            |               |               |      |
| Eleni Artymata | 200 m      | 23,09 s | 6       | 22,92 s    | 8          | ausgeschieden | ausgeschieden | 17   |

Springen und Werfen
| Athleten                 | Wettbewerb   | Qualifikation | Qualifikation | Finale        | Finale        | Rang |
| Athleten                 | Wettbewerb   | Weite/Höhe    | Rang          | Weite/Höhe    | Rang          | Rang |
| ------------------------ | ------------ | ------------- | ------------- | ------------- | ------------- | ---- |
| Männer                   |              |               |               |               |               |      |
| Kyriakos Ioannou         | Hochsprung   | 2,26 m        | 7             | 2,20 m        | 13            | 13   |
| Apostolos Parellis       | Diskuswerfen | 63,48 m       | 7             | ausgeschieden | ausgeschieden | 13   |
| Konstandinos Stathelakos | Hammerwerfen | 69,65 m       | 16            | ausgeschieden | ausgeschieden | 33   |

### Radsport

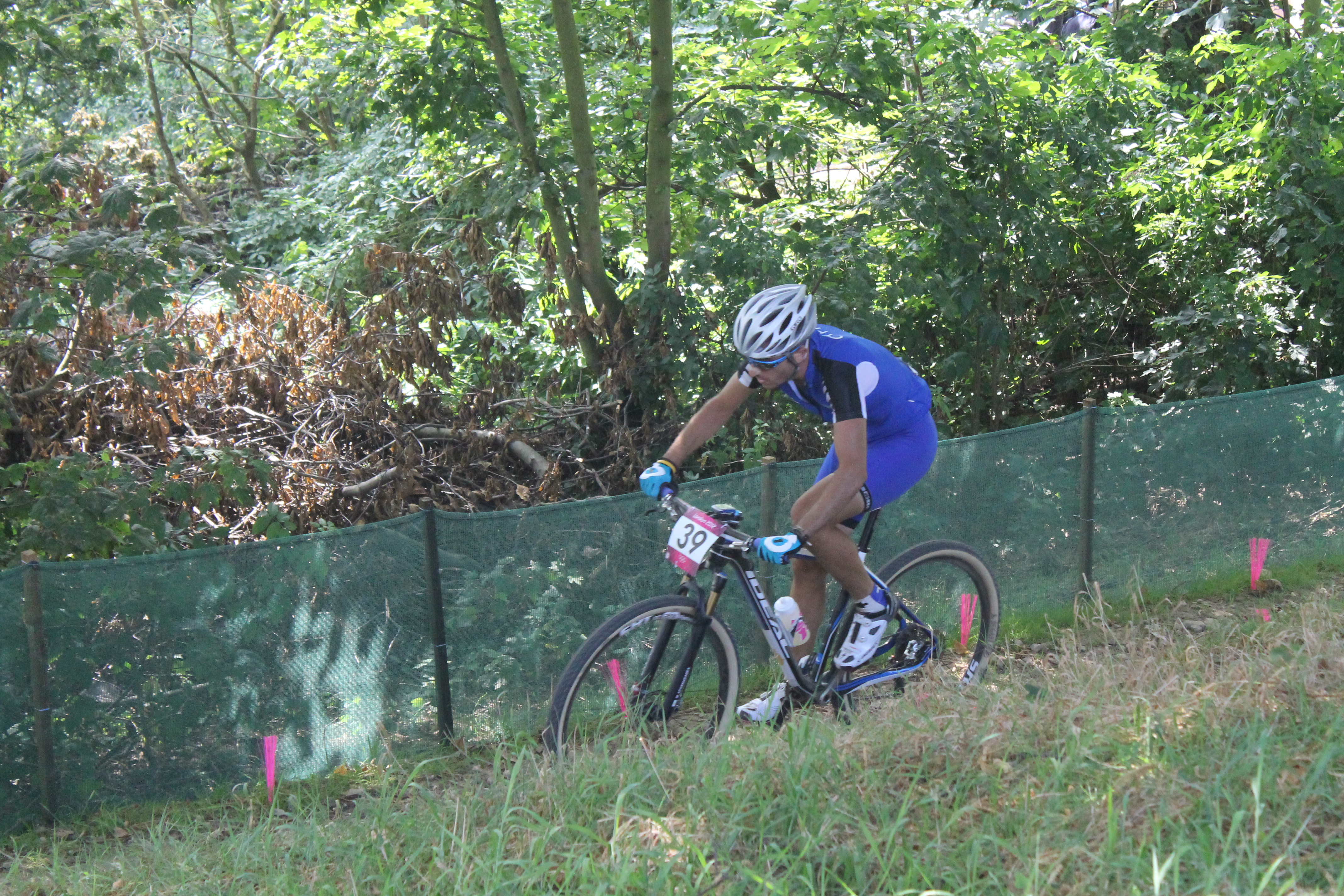
Marios Athanasiadis

#### Mountainbike
| Athleten            | Wettbewerb    | Zeit      | Rang |
| ------------------- | ------------- | --------- | ---- |
| Männer              |               |           |      |
| Marios Athanasiadis | Cross-Country | 1:43:25 h | 4    |

### Rhythmische Sportgymnastik
| Athletinnen            | Wettbewerb       | Qualifikation | Qualifikation | Finale        | Finale        | Rang |
| Athletinnen            | Wettbewerb       | Punkte        | Rang          | Punkte        | Rang          | Rang |
| ---------------------- | ---------------- | ------------- | ------------- | ------------- | ------------- | ---- |
| Frauen                 |                  |               |               |               |               |      |
| Chrystalleni Trikomiti | Mehrkampf Einzel | 104,675       | 19            | ausgeschieden | ausgeschieden | 19   |

### Schießen
| Athleten           | Wettbewerb | Qualifikation | Qualifikation | Finale        | Finale        | Ringe | Rang |
| Athleten           | Wettbewerb | Ringe         | Rang          | Ringe         | Rang          | Ringe | Rang |
| ------------------ | ---------- | ------------- | ------------- | ------------- | ------------- | ----- | ---- |
| Frauen             |            |               |               |               |               |       |      |
| Panayiota Andreou  | Skeet      | 57            | 16            | ausgeschieden | ausgeschieden | 57    | 16   |
| Männer             |            |               |               |               |               |       |      |
| Georgios Achilleos | Skeet      | 118           | 11            | ausgeschieden | ausgeschieden | 118   | 11   |
| Andonakis Andreou  | Skeet      | 115           | 22            | ausgeschieden | ausgeschieden | 115   | 22   |

### Schwimmen
| Athleten       | Wettbewerb     | Vorlauf     | Vorlauf | Halbfinale    | Halbfinale    | Finale        | Finale        | Rang |
| Athleten       | Wettbewerb     | Zeit        | Rang    | Zeit          | Rang          | Zeit          | Rang          | Rang |
| -------------- | -------------- | ----------- | ------- | ------------- | ------------- | ------------- | ------------- | ---- |
| Frauen         |                |             |         |               |               |               |               |      |
| Anna Stylianou | 200 m Freistil | 2:01,87 min | 4       | ausgeschieden | ausgeschieden | ausgeschieden | ausgeschieden | 27   |

### Segeln
Fleet Race
| Athleten         | Wettbewerb      | Qualifikation | Qualifikation | Medal Race    | Medal Race    | Punkte | Rang   |
| Athleten         | Wettbewerb      | Punkte        | Rang          | Punkte        | Rang          | Punkte | Rang   |
| ---------------- | --------------- | ------------- | ------------- | ------------- | ------------- | ------ | ------ |
| Männer           |                 |               |               |               |               |        |        |
| Andreas Kariolou | Windsurfen RS:X | 180           | 17            | ausgeschieden | ausgeschieden | 180    | 17     |
| Pavlos Kontides  | Laser           | 51            | 2             | 20            | 10            | 71     | Silber |

### Tennis
| Athleten         | Wettbewerb | 1. Runde | 1. Runde      | 2. Runde   | 2. Runde | Achtelfinale | Achtelfinale  | Viertelfinale | Viertelfinale | Halbfinale    | Halbfinale    | Finale        | Finale        | Rang |
| Athleten         | Wettbewerb | Gegner   | Ergebnis      | Gegner     | Ergebnis | Gegner       | Ergebnis      | Gegner        | Ergebnis      | Gegner        | Ergebnis      | Gegner        | Ergebnis      | Rang |
| ---------------- | ---------- | -------- | ------------- | ---------- | -------- | ------------ | ------------- | ------------- | ------------- | ------------- | ------------- | ------------- | ------------- | ---- |
| Männer           |            |          |               |            |          |              |               |               |               |               |               |               |               |      |
| Marcos Baghdatis | Einzel     | Gō Soeda | 6:7, 7:6, 6:2 | R. Gasquet | 6:4, 6:4 | A. Murray    | 6:4, 1:6, 4:6 | ausgeschieden | ausgeschieden | ausgeschieden | ausgeschieden | ausgeschieden | ausgeschieden | –    |